# Emilio Aranguren Echeverría
Emilio Aranguren Echeverría (Santa Clara, 2 settembre 1950) è un vescovo cattolico cubano, dal 14 novembre 2005 vescovo di Holguín.

## Biografia
Emilio Aranguren Echeverría è nato a Santa Clara il 2 settembre 1950.

### Formazione e ministero sacerdotale
Ha compiuto gli studi ecclesiastici dapprima nel seminario minore "San Basilio" a Santiago di Cuba e poi in quello maggiore "San Carlo e Sant'Ambrogio" di San Cristóbal de La Habana.
Il 1º febbraio 1978 è stato ordinato presbitero per l'allora diocesi di Cienfuegos-Santa Clara. Ha svolto il ministero sacerdotale come vicario parrocchiale e successivamente come parroco a Cruces, Hajas y Camarones, La Pastora, Santo Domingo y Mancas e Sagua la Grande.

### Ministero episcopale
Il 30 aprile 1991 papa Giovanni Paolo II lo ha nominato vescovo ausiliare di Cienfuegos-Santa Clara e titolare di Celle di Proconsolare. Ha ricevuto l'ordinazione episcopale il 23 giugno successivo dal vescovo di Cienfuegos-Santa Clara Fernando Ramon Prego Casal, co-consacranti l'arcivescovo metropolita di Santiago di Cuba Pedro Claro Meurice Estiu e il vescovo di Pinar del Rio José Siro González Bacallao.
Il 1º aprile 1995 lo stesso pontefice ha diviso la circoscrizione nelle presenti diocesi di Cienfuegos e nella Santa Clara e lo ha nominato vescovo di quest'ultima.
Il 14 novembre 2005 papa Benedetto XVI lo ha nominato vescovo di Holguín. Ha preso possesso della diocesi l'11 dicembre successivo.
Nel maggio del 2008 e nel maggio del 2017 ha compiuto la visita ad limina.
È stato segretario generale della Conferenza dei vescovi cattolici di Cuba dal 1991 al 2006 e presidente della stessa dal 10 novembre 2017 al 7 novembre 2024.
È anche stato presidente del dipartimento "Comunione ecclesiale e dialogo" del Consiglio episcopale latinoamericano.

## Genealogia episcopale
La genealogia episcopale è:
- Cardinale Scipione Rebiba
- Cardinale Giulio Antonio Santori
- Cardinale Girolamo Bernerio, O.P.
- Arcivescovo Galeazzo Sanvitale
- Cardinale Ludovico Ludovisi
- Cardinale Luigi Caetani
- Cardinale Ulderico Carpegna
- Cardinale Paluzzo Paluzzi Altieri degli Albertoni
- Papa Benedetto XIII
- Papa Benedetto XIV
- Papa Clemente XIII
- Cardinale Giacinto Sigismondo Gerdil, B.
- Cardinale Giulio Maria della Somaglia
- Cardinale Carlo Odescalchi, S.I.
- Cardinale Costantino Patrizi Naro
- Cardinale Lucido Maria Parocchi
- Papa Pio X
- Cardinale Gaetano De Lai
- Cardinale Raffaele Carlo Rossi, O.C.D.
- Cardinale Amleto Giovanni Cicognani
- Arcivescovo Emanuele Clarizio
- Arcivescovo Cesare Zacchi
- Vescovo Fernando Ramon Prego Casal
- Vescovo Emilio Aranguren Echeverría